# Tecon Salvador
A Tecon Salvador é a empresa brasileira operadora portuária responsável pela grande maioria dos embarques e desembarques de contêineres em Salvador. Foi fundada pelo grupo Wilson Sons como sociedade de propósito específico (SPE), no formato de sociedade anônima, com a vitória no leilão do processo licitatório em dezembro de 1999. Assim, por 25 anos renováveis, detém a concessão da operação do Terminal de Contêineres do Porto de Salvador desde 2000. Situada no bairro do Comércio, a empresa oferece os serviços de embarque e desembarque de contêineres cheios e vazios, normais ou refrigerados; armazenagem de cargas e contêineres; estufagem e desova de contêineres; operações portuárias com navios Pos e Post-Panamax.
Em dezembro de 2015, o grupo Wilson Sons adquiriu a totalidade das ações da empresa, comprando os 7,5% pertencentes ao acionista minoritário pelo valor de 18,83 milhões de reais, o que equivaleu a 4,73 milhões de dólares estadunidenses à época. Tem como diretor-executivo Demir Lourenço Junior.